# Eurytides serville
Espèce
Eurytides serville est un insecte lépidoptère de la famille des Papilionidae, de la sous-famille des Papilioninae et du genre Eurytides.

## Dénomination
Eurytides serville a été décrit par Jean-Baptiste Godart, en 1824 sous le nom initial de Papilio serville.

### Sous-espèces
- Eurytides serville serville
- Eurytides serville acritus (Rothschild et Jordan, 1906) ; dans le nord-ouest du Venezuela et en Colombie[1].

### Nom vernaculaire
Eurytides serville se nomme Serville Swordtail en anglais.

## Description
Eurytides serville est un papillon au corps noir, d'une envergure d'environ 80 mm, aux ailes antérieures à bord externe concave et ailes postérieures à très longue queue. Le dessus est de couleur blanche à jaune pâle avec aux ailes antérieures l'apex et une large bordure marginale marron et deux bandes marron à partir du bord costal, la seconde de son milieu à l'angle interne. Les postérieures présentent dans la bordure marron des lunules bleues et une tache anale rouge.
Le revers est semblable avec en plus aux postérieures une bordure marron du bord interne.

## Biologie

### Plante hôte
Les plantes hôtes de sa chenille sont Nectandra membranacea et des Guatteria.

## Écologie et distribution
Eurytides serville est présent au Venezuela, en Colombie, au Brésil, en Équateur, en Bolivie et au Pérou.

### Biotope
Eurytides serville réside dans la canopée de la forêt primaire humide.

### Protection
Pas de statut de protection particulier.